# Erythrodiplax
Genre
Erythrodiplax est un genre néotropical très nombreux dans la famille des Libellulidae appartenant à l'ordre des Odonates. Il comprend plusieurs espèces de libellules dont la majorité se retrouvent dans l'hémisphère sud .

## Liste des espèces du genre Erythrodiplax[2]
- Erythrodiplax abjecta (Rambur, 1842)
- Erythrodiplax acantha Borror, 1942
- Erythrodiplax amazonica Sjöstedt, 1918
- Erythrodiplax anatoidea Borror, 1942
- Erythrodiplax andagoya Borror, 1942
- Erythrodiplax angustipennis Borror, 1942
- Erythrodiplax anomala (Brauer, 1865)
- Erythrodiplax atroterminata Ris, 1911
- Erythrodiplax attenuata (Kirby, 1889)
- Erythrodiplax avittata Borror, 1942
- Erythrodiplax basalis (Kirby, 1897)
- Erythrodiplax basifusca (Calvert, 1895)
- Erythrodiplax berenice (Drury, 1773)
- Erythrodiplax branconensis Sjöstedt, 1929
- Erythrodiplax bromeliicola Westfall in Needham, Westfall & May, 2000
- Erythrodiplax castanea (Burmeister, 1839)
- Erythrodiplax cauca Borror, 1942
- Erythrodiplax chromoptera Borror, 1942
- Erythrodiplax cleopatra Ris, 1911
- Erythrodiplax clitella Borror, 1942
- Erythrodiplax connata (Burmeister, 1839)
- Erythrodiplax corallina (Brauer, 1865)
- Erythrodiplax diversa (Navás, 1916)
- Erythrodiplax famula (Erichson, 1848)
- Erythrodiplax fervida (Erichson, 1848)
- Erythrodiplax fulva Borror, 1957
- Erythrodiplax funerea (Hagen, 1861)
- Erythrodiplax fusca (Rambur, 1842)
- Erythrodiplax gomesi Santos, 1946
- Erythrodiplax hyalina Förster, 1907
- Erythrodiplax ines Ris, 1911
- Erythrodiplax juliana Ris, 1911
- Erythrodiplax justiniana (Selys in Sagra, 1857)
- Erythrodiplax kimminsi Borror, 1942
- Erythrodiplax latimaculata Ris, 1911
- Erythrodiplax lativittata Borror, 1942
- Erythrodiplax laurentia Borror, 1942
- Erythrodiplax leticia Machado, 1996
- Erythrodiplax longitudinalis (Ris, 1919)
- Erythrodiplax luteofrons Santos, 1956
- Erythrodiplax lygaea Ris, 1911
- Erythrodiplax maculosa (Hagen, 1861)
- Erythrodiplax media Borror, 1942
- Erythrodiplax melanica Borror, 1942
- Erythrodiplax melanorubra Borror, 1942
- Erythrodiplax minuscula (Rambur, 1842)
- Erythrodiplax nigricans (Rambur, 1842)
- Erythrodiplax nivea Borror, 1942
- Erythrodiplax ochracea (Burmeister, 1839)
- Erythrodiplax pallida (Needham, 1904)
- Erythrodiplax paraguayensis (Förster, 1904)
- Erythrodiplax parvimaculata Borror, 1942
- Erythrodiplax solimaea Ris, 1911
- Erythrodiplax tenuis Borror, 1942
- Erythrodiplax transversa Borror, 1957
- Erythrodiplax umbrata (Linnaeus, 1758)
- Erythrodiplax unimaculata (de Geer, 1773)
- Erythrodiplax venusta (Kirby, 1897)